# De Sollenburg
De Sollenburg was de naam van een kruitmolen in Amsterdam. De aandrijving werd verzorgd door een rosmolen.

## Geschiedenis
De Sollenburg was een van de vier kruitmolens die te vinden was aan de Overtoom te Amsterdam. Vermoedelijk werd ze in de 2e helft van de 17e eeuw opgericht. Na de afbraak van de Prins van Oranje in 1739 was het nog de enig overgeblevene, totdat op 14 augustus 1758 ook deze molen ontplofte.
Eigenaar Abraham Croock bouwde een nieuwe molen in Ouderkerk aan de Amstel, in de polder de Ronde Hoep. Deze stond bekend als Kruitmolen nr. 1. De kruitfabriek ontwikkelde zich voorspoedig en was bijna even groot als De Oude Molen, die er schuin tegenover stond. In 1844 voegde het bedrijf zich bij De Vereenigde Buskruidfabriekatie, voorloper van Muiden Chemie. In 1848 werd echter besloten om de productie van genoemde verenigde bedrijven te concentreren in Muiden, waarop De Sollenburg de activiteiten staakte.
Wat bleef was een boerderij die eveneens de naam "De Sollenburg" droeg, en die eveneens in onbruik raakte. Hij werd in 2006 gekraakt door kunstenaar Paul Bruno.
Op de plaats van de Amsterdamse kruitmolen werd in 1888 de Keizersgrachtkerk gebouwd.

## Externe bron
- Molendatabase
- Historie De Ronde Hoep